# Corto Maltese
Corto Maltese ist eine Comicfigur des italienischen Comiczeichners Hugo Pratt. Die Figur ist als Kapitän mit Schirmmütze gezeichnet.

## Fiktive Biographie
Corto Maltese wurde am 10. Juli 1887 in Valletta auf Malta als Sohn eines britischen Seemanns aus Cornwall und einer Zigeunerin aus Sevilla geboren. Nachdem der Vater nicht mehr nach Hause zurückgekehrt war, ging die Mutter mit ihm für einige Jahre nach Córdoba, wo sie im Barrio de la juderia bei Ezra Toledano wohnten. Als Corto entdeckte, dass ihm die Glückslinie fehlte, schnitt er sich mit dem Rasiermesser seines Vaters selbst eine in die Handfläche. Im Alter von 12 Jahren kehrte Corto mit seiner Mutter und Toledano nach Valletta zurück, wo er die jüdische Schule besuchte und die Tora und den Talmud studierte, vor allem aber den Sohar und die Kabbala.
Corto Maltese ist ein Abenteurer und Kapitän ohne Schiff, der seine Abenteuer zu Beginn des 20. Jahrhunderts zu bestehen hat. Er versucht, sich aus den ideologischen und politischen Wirren seiner Zeit herauszuhalten und seine eigenen Ziele zu verfolgen, gerät aber oft auf die Seite der Unterdrückten. Seine Reisen führen ihn auf alle Kontinente, einschließlich des untergegangenen Mu und im Traum auch zum Gral.
Seine Spur scheint sich in den Wirren des Spanischen Bürgerkrieges zu verlieren. Laut Vittorio Giardino wird er am 9. Februar 1937 in Malaga sogar hingerichtet. Laut Pratt jedoch stirbt er letztlich nicht im Spanischen Bürgerkrieg; vielmehr verbringt er seinen Lebensabend bei Pandora, womit sich der Kreis zur Südseeballade schließt.

## Hintergründe
Erstmals erschien Corto Maltese in der Serie Una ballata del mare salato (Südseeballade) 1967 und musste sich da kurz vor und zu Beginn des Ersten Weltkriegs im Pazifik mit Piraten und den Kriegsmarinen des Deutschen Reiches und Großbritanniens auseinandersetzen. 1970 begann Pratt eine Serie von Kurzgeschichten für das französische Comicmagazin Pif Gadget. 1974 kehrte er mit dem Album Corto Maltese en Siberie zu Langgeschichten zurück.
Corto trifft unter anderem wesentliche Persönlichkeiten seiner Zeit (zum Beispiel Ernest Hemingway, Jack London oder Enver Pascha) und zählt Voodoo-Priester genauso zu seinen Bekannten wie den jüdisch-tschechischen Wissenschaftler Jeremiah Steiner. Corto hat mehrmals begonnen, das Buch Utopia von Thomas Morus zu lesen, aber nie zu Ende.

## Weitere Figuren

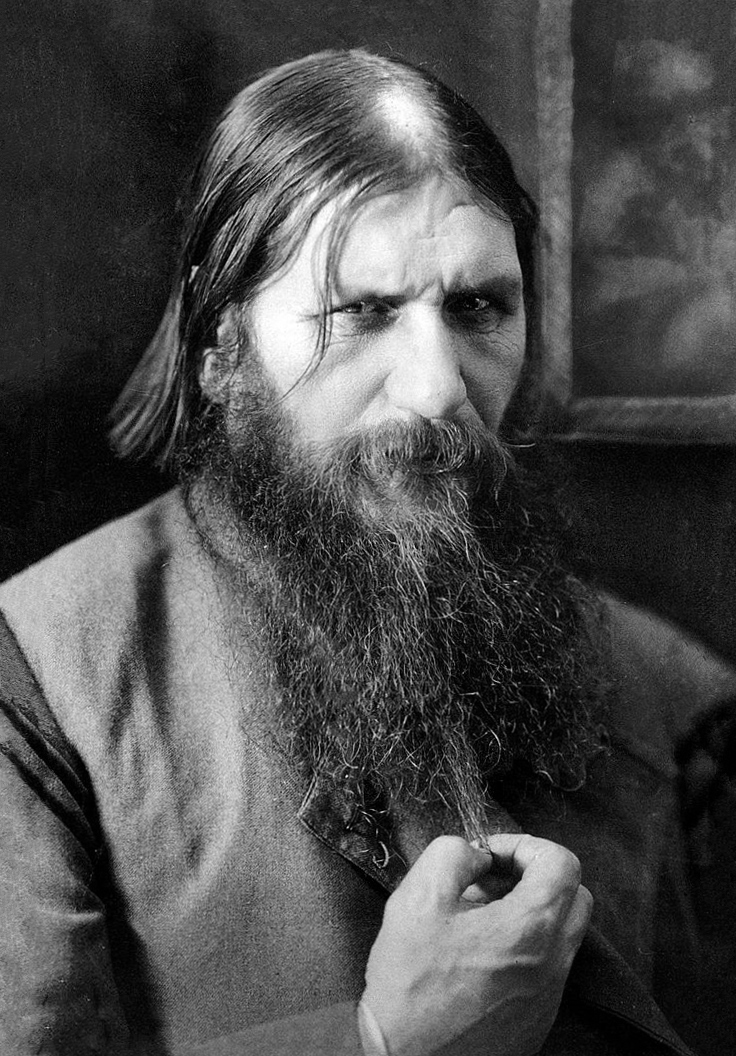
Grigori Jefimowitsch Rasputin, Vorbild für das Aussehen der Figur Rasputin

- Rasputin, Mörder und Deserteur aus der russischen Armee am Ende des Russisch-Japanischen Krieges. Corto Maltese hilft ihm bei der Flucht aus Port Arthur. Von da an kreuzen sich seine und Cortos Wege, wobei sie nicht immer auf der gleichen Seite stehen. Nicht nur der Name, auch das Aussehen erinnert an den Wanderprediger Grigori Jefimowitsch Rasputin.
- Jeremiah Steiner, ein ehemaliger Professor der Universität Prag mit einem Faible für okkultes und esoterisches Wissen. Als Corto ihn in Paramaribo kennenlernt, ist er dort gestrandet und dem Alkohol verfallen. Im Laufe der Zeit werden sie gute Freunde.
- Golden-Rose-Mouth, Voodoo-Priesterin aus Bahia. Sie ist nach eigener Aussage mehrere hundert Jahre alt. Es gelingt ihr immer wieder, Corto zu manipulieren, in ihrem Interesse zu handeln.
- Tristan Bantam, ein junger Engländer, dem Corto zu seinem Erbe verhilft. Wie sein verstorbener Vater ist er auf der Suche nach dem sagenhaften Mu.
- Morgana Bantam, Halbschwester von Tristan Bantam. Sie ist in Südamerika aufgewachsen und Schülerin von Golden-Rose-Mouth. Während des Ersten Weltkriegs arbeitet sie für den englischen Geheimdienst.
- Levi Colombia, Antiquitätenhändler in Maracaibo. In seinem Laden finden sich seltsame Dinge zweifelhafter Herkunft. Er ist ein Freund von Professor Steiner und besessen von Eldorado.

## Titelübersicht (Originalreihenfolge des Erscheinens)
Der Carlsen Verlag veröffentlichte die Serie zum Teil in schwarz-weiß (1981–1988) und in Farbe (1988–1998). Zwischen 2001 und 2010 erschien die Serie in Farbe im Verlag Kult Editionen, wo die einzelnen Geschichten teilweise in zur Carlsen-Veröffentlichung unterschiedlichen Zusammenstellungen erschienen. Seit 2015 erscheint eine Neuauflage sowohl in schwarz-weiß als auch in Farbe bei Schreiber & Leser.
Aufgeführt sind die deutschen Veröffentlichungen, soweit bekannt. Die Erstausgaben erschienen teils auf Italienisch, teils auf Französisch (Pratt zog 1969 nach Paris und lebte später in Frankreich und Italien, bis er 1984 in der französischen Schweiz ansässig wurde). Das gilt auch für die Erstausgaben ab 2015, obwohl Originalsprache nun Spanisch ist.
sw = schwarz-weiß, vf = farbig (koloriert)

### Hugo Pratt (1967–1991)

#### 1. La Ballade de la mer salée(Una ballata del mare salato)(1967–1969)
- Südseeballade (vf) (S. 1–23, 26–119) – Zack 4-20, Koralle-Verlag 1974 (1. Teil)
- Das Ende des Macao (sw) (S. 118–165) – Comic Forum 6-11, Alber 1980/81 (2. Teil)
- Südseeballade (sw) – Corto Maltese 5, Carlsen Verlag 1983
- Die Südsee-Ballade (vf) – Corto Maltese 2, Carlsen Verlag 1989
- Die Südseeballade (vf) – Corto Maltese, Klassiker der Comic-Literatur 11, F.A.Z. 2005 (ummontiert und neu koloriert)
- Südseeballade (sw, vf) – Corto Maltese 1, Schreiber & Leser 2015

1969 erhielt Pratt für Una ballata del mare salato den Gran Guinigi, Vorgänger des Yellow Kid Award.

#### 2. Sous le signe du Capricorne (1970)
Enthaltene Kurzgeschichten: (2) Le Secret de Tristan Bantam [Das Geheimnis des Tristan Bantam], (3) Rendez-vous à Bahia [Begegnung in Bahia], (4) Samba avec Tir Fixe [Samba mit Hit Ace], (5) L’Aigle du Brésil [Reichsadler im Dschungel], (6) …Et nous reparlerons des gentilshommes de fortune [Die Spur des Totenkopfs], (7) À cause d'une mouette [Was nur die Möwen wissen…]

Das Album gibt es auch in zwei Teilbänden: Suite caraïbéenne (Kurzgeschichten 2–4) und Sous le drapeau des pirates (Kurzgeschichten 5–7)
- Im Zeichen des Steinbocks (sw) – Corto Maltese 1, Carlsen Verlag 1981
- Im Zeichen des Steinbocks (vf) – Corto Maltese 3, Carlsen Verlag 1990
- Unter der Piratenflagge (vf) – Kult Editionen 2005 (Übersetzung von Sous le drapeau des pirates)
- Im Zeichen des Steinbocks (sw, vf) – Corto Maltese 2, Schreiber & Leser 2015

#### 3. Corto toujours un peu plus loin (1970–1971)
Enthaltene Kurzgeschichten: (8) Têtes de champignons [Pilzköpfe], (9) La Conga des bananes [Tanz um Bananen], (10) Vaudou pour monsieur le président [Voodoo für den Präsidenten], (11) La Lagune des Beaux Songes [Die Lagune der schönen Träume], (12) Fables et grands-pères [Fabeln und Großväter]

Das Album gibt es auch in zwei Teilbänden: Lointaines îles du vent (Kurzgeschichten 8–10) und La Lagune des mystères (Kurzgeschichten 11–14)
- Und immer ein Stück weiter… (sw) – Corto Maltese 2, Carlsen Verlag 1982
- Und immer ein Stück weiter… (vf) – Corto Maltese 4, Carlsen Verlag 1990
- Inseln unter dem Wind (vf) – Kult Editionen 2003 (Übersetzung von Lointaines îles du vent)
- Die geheimnisvolle Lagune (vf) – Kult Editionen 2004 (Übersetzung von La Lagune des mystères)
- Und immer ein Stück weiter (sw, vf) – Corto Maltese 3, Schreiber & Leser 2015

#### 4. Les Celtiques(Le Celtiche)(1971–1972)
Enthaltene Kurzgeschichten: (13) L'Ange à la fenêtre d'Orient [Der Engel am Ostfenster], (14) Sous le drapeau de l'argent [Unter der Fahne des Geldes], (15) Concert en O mineur pour harpe et nitroglycérine [Konzert für Harfe und Nitroglyzerin in o’-moll], (16) Songe d'un matin d'hiver [Wintermorgentraum], (17) Côtes de Nuits et roses de Picardie [Côtes de Nuits und Rosen aus der Picardie], (18) Burlesque entre Zuydcoote et Bray-Dunes [Burleske zwischen Zuydcoote und Bray-Dunes]
- Die Kelten (sw) – Corto Maltese 4, Carlsen Verlag 1982
- Die Kelten (vf) – Kult Editionen 2003 (Kurzgeschichten 15–18)
- Die Kelten (sw, vf) – Corto Maltese 4, Schreiber & Leser 2016

#### 5. Les Éthiopiques(Le etiopiche)(1972–1973)
Enthaltene Kurzgeschichten: (19) Au nom d'Allah le miséricordieux [Im Namen Allahs des Barmherzigen], (20) Le coup de grâce [Der Gnadenschuss], (21) Et d'autres Roméo et d'autres Juliette [Wie Romeo und Julia], (22) Les Hommes-léopards du Rufiji [Die Leopardenmenschen vom Rufidschi]
- Die Äthiopier (sw) – Corto Maltese 3, Carlsen Verlag 1982
- Die Äthiopier (vf) – Kult Editionen 2006
- Die Leopardenmenschen vom Rufidschi (vf) – Ausgabe zum Gratis Comic Tag, Schreiber & Leser 2016 (Kurzgeschichte 22)
- Die Äthiopier (sw, vf) – Corto Maltese 5, Schreiber & Leser 2016

#### 6. Corto Maltese en Sibérie(Corte sconta detta arcana)(1974–1977)
- Corto Maltese in Sibirien (sw) – Corto Maltese 6, Carlsen Verlag 1984
- Corto Maltese in Sibirien (vf) – Kult Editionen 2001
- In Sibirien (sw, vf) – Corto Maltese 6, Schreiber & Leser 2017

#### 7. Venezianische Legende (sw, 4-zeilig) – Corto Maltese 7, Carlsen Verlag 1985
- Venezianische Legende (vf, 3-zeilig) – Corto Maltese 8, Carlsen Verlag 1997
- Venezianische Legende (vf) – Kult Editionen 2010
- Venezianische Legende (sw 4-zeilig, vf 3-zeilig) – Corto Maltese 7, Schreiber & Leser 2017

#### 8. La Maison dorée de Samarkand(La casa dorata di Samarcanda)(1980–1985)
- Das Goldene Haus von Samarkand (sw) – Corto Maltese 8, Carlsen Verlag 1987
- Das Goldene Haus von Samarkand (vf) – Corto Maltese 9, Carlsen Verlag 1993 (+ 60.seitigen Bildteil mit begleitenden Kurztexten von Hugo Pratt)
- Das Goldene Haus von Samarkand (sw, vf) – Corto Maltese 8, Schreiber & Leser 2018

#### 9. La Jeunesse 1904–1905(La giovinezza)(1981–1982)
- Corto Malteses Jugend (sw) – in Bluebox 1: Abenteuer, Ullstein-Verlag 1987
- Abenteuer einer Jugend (vf) – Corto Maltese 1, Carlsen Verlag 1988
- Abenteuer einer Jugend (sw, vf) – Corto Maltese 9, Schreiber & Leser 2018

#### 10. Tango(Y todo a media luz)(1985–1986)
- Argentinischer Tango (sw) – Corto Maltese 9, Carlsen Verlag 1988
- Tango (vf) – Kult Editionen 2006
- Tango (sw, vf) – Corto Maltese 10, Schreiber & Leser 2019

#### 11. Les Helvétiques(Le elvetiche detta anche Rosa Alchemica)(1987)
- Die Schweizer (vf) – Corto Maltese 11, Carlsen Verlag 1991
- Die Schweizer (sw, vf) – Corto Maltese 11, Schreiber & Leser 2019

#### 12. Mû(Mu la città perduta)(1988–1991)
- Das Reich Mu (vf) – Corto Maltese 12, Carlsen Verlag 1993
- Das Reich Mu (vf) – Kult Editionen 2008
- Mu (sw, vf) – Corto Maltese 12, Schreiber & Leser 2020

### Juan Díaz Canales und Rubén Pellejero (seit 2015)

#### 13. Sous le soleil de minuit(Bajo el sol de medianoche)(2015)
- Unter der Mitternachtssonne (sw, vf) – Corto Maltese 13, Schreiber & Leser 2016

#### 14. Équatoria(Equatoria)(2017)
- Äquatoria (sw, vf) – Corto Maltese 14, Schreiber & Leser 2017

#### 15. Le jour de Tarowean(El día de Tarowean)(2019)
- Tarowean – Tag der Überraschungen (sw, vf) – Corto Maltese 15, Schreiber & Leser 2020

#### 16. Nocturnes berlinois(Nocturno Berlinés)(2022)
- Nacht in Berlin (sw, vf) – Corto Maltese 16, Schreiber & Leser 2022

#### 17. La Ligne de vie(La Linea de la Vida)(2024)
- Die Lebenslinie (sw, vf) – Corto Maltese 17, Schreiber & Leser 2024

### Bastien Vivès und Martin Quenehen (seit 2021)

#### Océan noir (2021)
- Schwarzer Ozean (vf) – Schreiber & Leser 2022

#### La Reine de Babylone (2023)
- Die Königin von Babylon (vf) – Schreiber & Leser 2023

## Verfilmungen

### Zeichentrick
Das Album Corto Maltese in Sibirien wurde 2002 von Pascal Morelli unter dem Titel Corto Maltese: La cour secrète des Arcanes als 92-minütiger Zeichentrickfilm verfilmt. Unter der Regie von Liam Saury und Richard Danto erschienen sechs weitere Zeichentrickfilme (Die Südseeballade, Im Zeichen des Steinbocks, Pilzköpfe mit den Kurzgeschichten 8/9/15, Die Kelten mit den Kurzgeschichten 13/14 und 16/17, Die Äthiopier sowie Das Goldene Haus von Samarkand). Die Filmmusik schrieb Franco Piersanti.

### Spielfilm
Der französische Regisseur Christophe Gans arbeitete 2019 an einer Realverfilmung des Albums Corto Maltese in Sibirien, mit Tom Hughes in der Hauptrolle, James Thierrée als Rasputin und Milla Jovovich als Fürstin Marina Seminowa. Gedreht werden sollte in Europa und China. Das Drehbuch stammte von William Schneider, produziert sollte der Film von Davis Films (Filmproduktion des im November 2018 verstorbenen französischen Produzenten Samuel Hadida) werden, zusammen mit der spanischen TriPictures.
Das Projekt wurde im Juni 2019 „aus obskuren juristischen Gründen“ eingestellt.

### Serie
Das Filmstudio Studiocanal hat 2021 beim Filmfestival in Cannes angekündigt, eine Realfilm-Serie mit Corto Maltese zu entwickeln. Der legendäre Comic-Autor Frank Miller (300, Sin City) hat im November 2022 verkündet, dass er die Serie in Szene setzen will. Aus dem Projekt wurde aber nichts. Im Oktober 2024 kündigte die italienische Rainbow Group eine „Live Action Serie“ an. Das Unternehmen soll eine entsprechende Vereinbarung mit dem Rechteinhaber Cong SA in der Schweiz erzielt haben.

## Zeitliche Einordnung
| Titel                             | Titel                                            | Titel                                                                      | Zeit                                                   | Orte | Beteiligte (ggf. mit Link zum Vorbild) | Erstveröffentlichung                                  | Verfilmung                       |
| --------------------------------- | ------------------------------------------------ | -------------------------------------------------------------------------- | ------------------------------------------------------ | --- | --- | ----------------------------------------------------- | -------------------------------- |
| Abenteuer einer Jugend            | Abenteuer einer Jugend                           | Abenteuer einer Jugend                                                     | 1905                                                   | Mandschurei (Mukden)                                                                                                   | Jack London, Rasputin | 1981–1982, Frankreich (in Le Matin de Paris)          |                                  |
| Äquatoria                         | Äquatoria                                        | Äquatoria                                                                  | 1911                                                   | Venedig, Ägypten (Alexandria), Sansibar, Britisch-Ostafrika (Fort Nandi), frühere Provinz Äquatoria im Sudan (Wadelai) | Aida Treat, Ferida Schnitzer, Konstantinos Kavafis, Winston Churchill, Monfreid, Tippu Tip, Richard Meinertzhagen, Kioné | 2017, Frankreich (in Le Figaro Magazine, Übersetzung) |                                  |
| Tarowean – Tag der Überraschungen | Tarowean – Tag der Überraschungen                | Tarowean – Tag der Überraschungen                                          | 1912–1913                                              | Tasmanien, Königreich Sarawak, Melanesien                                                                              | Calaboose, Ratu, Weiße Rajas von Borneo, Dayak | 2019, Italien (Übersetzung)                           |                                  |
| Südseeballade                     | Südseeballade                                    | Südseeballade                                                              | 1913–1915                                              | Melanesien (Deutsch-Neuguinea)                                                                                         | Pandora und Cain Groovesnoore, „der Mönch“ (Thomas Groovesnoore), Christian Slütter | 1967–1969, Italien (in Sgt. Kirk)                     | DVD 1                            |
| Unter der Mitternachtssonne       | Unter der Mitternachtssonne                      | Unter der Mitternachtssonne                                                | 1915                                                   | Panama, USA (San Francisco, Nome), Kanada (Melville Island, Port Brabant, Dawson), Seattle                             | Matthew Henson, Frank Slavin, Waka Yamada | 2015, Frankreich (Übersetzung)                        |                                  |
| Im Zeichen des Steinbocks         |                                                  | Das Geheimnis des Tristan Bantam                                           | 1916                                                   | Niederländisch-Guayana (Paramaribo)                                                                                    | Tristan Bantam | 1970–1973, Frankreich (in Pif Gadget)                 | DVD 2                            |
| Im Zeichen des Steinbocks         | Begegnung in Bahia                               | Französisch-Guayana, Brasilien (Salvador da Bahia)                         | 1916                                                   | Cayenne, Morgana Bantam                                                                                                | | 1970–1973, Frankreich (in Pif Gadget)                 | DVD 2                            |
| Im Zeichen des Steinbocks         | Die Abrechnung = Samba mit Hit Ace               | Brasilien (Strand von Itapoa, Sertão/Rio São Francisco)                    | 1916                                                   | Hit Ace | | 1970–1973, Frankreich (in Pif Gadget)                 | DVD 2                            |
| Im Zeichen des Steinbocks         | Unter der Piratenflagge                          | Der verlorene Schatz = Der brasilianische Adler = Reichsadler im Dschungel | 1916                                                   | Brasilien (Strand von Itapoa, Insel Maraca)                                                                            | Morgana Bantam, Hasso von Manteuffel | 1970–1973, Frankreich (in Pif Gadget)                 | DVD 2                            |
| Im Zeichen des Steinbocks         | Die Spur des Totenkopfs = Glücksritter           | 1917                                                                       | Karibik (St. Kitts)                                    | Ambiguité de Poincy | | 1970–1973, Frankreich (in Pif Gadget)                 | DVD 2                            |
| Im Zeichen des Steinbocks         | Was nur die Möwen wissen… = Nur wegen einer Möwe | 1917                                                                       | Britisch-Honduras                                      | Soledad Lokäarth | | 1970–1973, Frankreich (in Pif Gadget)                 |                                  |
| Und immer ein Stück weiter        | Inseln unter dem Wind                            | 1917                                                                       | Pilzköpfe = Pilze und Träume                           | Venezuela (Maracaibo); Steiners Traum: am Río Pastaza                                                                  | Levi Colombia | 1970–1973, Frankreich (in Pif Gadget)                 | DVD 4 (1)                        |
| Und immer ein Stück weiter        | Inseln unter dem Wind                            | 1917                                                                       | (Der) Tanz um (die) Bananen                            | Mittelamerika (fiktives Mosquito)                                                                                      | Esmeralda, Venexiana Stevenson | 1970–1973, Frankreich (in Pif Gadget)                 | DVD 4 (1)                        |
| Und immer ein Stück weiter        | Inseln unter dem Wind                            | 1917                                                                       | Ein Zauber/Voodoo für den Präsidenten                  | Karibik (Barbados, fiktive Insel Port-Ducal südlich von Guadeloupe)                                                    | Soledad Lokäarth | 1970–1973, Frankreich (in Pif Gadget)                 |                                  |
| Und immer ein Stück weiter        | Die geheimnisvolle Lagune                        | 1917                                                                       | Die Lagune der schönen Träume                          | Orinoco-Delta | Robin Stuart | 1970–1973, Frankreich (in Pif Gadget)                 |                                  |
| Und immer ein Stück weiter        | Die geheimnisvolle Lagune                        | 1917                                                                       | Fabeln und Großväter                                   | Peru (Borja) | Levi Colombia, Dr. Stone | 1970–1973, Frankreich (in Pif Gadget)                 |                                  |
| Die Kelten                        | Die geheimnisvolle Lagune                        | 1917                                                                       | Der Engel am Ostfenster                                | Venedig | Venexiana Stevenson | 1970–1973, Frankreich (in Pif Gadget)                 | DVD 3 (1)                        |
| Die Kelten                        | Die geheimnisvolle Lagune                        | 1917                                                                       | Unter der Fahne des Geldes = Unter der goldenen Flagge | Venetien (Caorle/Sette Casoni)                                                                                         | Radesky, Hernestway, Onatis | 1970–1973, Frankreich (in Pif Gadget)                 | DVD 3 (1)                        |
| Die Kelten                        | Die Kelten (Kult Editionen)                      | 1917                                                                       | Konzert für Harfe und Nitroglyzerin in o’-moll         | Irland (Dublin) | Moira Banshee O'Danann, Major O’Sullivan, Sean Finnucan | 1970–1973, Frankreich (in Pif Gadget)                 | DVD 4 (2)                        |
| Die Kelten                        | Die Kelten (Kult Editionen)                      | 1917                                                                       | Wintermorgentraum                                      | Stonehenge; im Traum: Tintagel                                                                                         | im Traum: Oberon, Puck, Morgana, Merlin; Vortigern, Rowena | 1970–1973, Frankreich (in Pif Gadget)                 | DVD 3 (2); Burleske… abgewandelt |
| Die Kelten                        | Die Kelten (Kult Editionen)                      | Côtes de Nuits und Rosen aus der Picardie                                  | 1918                                                   | Frankreich (an der Somme)                                                                                              | Manfred von Richthofen, Hermann Göring | 1970–1973, Frankreich (in Pif Gadget)                 | DVD 3 (2); Burleske… abgewandelt |
| Die Kelten                        | Die Kelten (Kult Editionen)                      | Burleske zwischen Zuydcoote und Bray-Dunes                                 | 1918                                                   | französisches Département Nord                                                                                         | Melody Gaël, Cain Groovesnoore, Leutnant de Trecesson, Hauptmann Rothschild, Spion Roland | 1970–1973, Frankreich (in Pif Gadget)                 | DVD 3 (2); Burleske… abgewandelt |
| Die Äthiopier                     | Im Namen Allahs des Barmherzigen                 | Jemen                                                                      | 1918                                                   | El Oxford, Cush (Danakil)                                                                                              | DVD 5 | 1970–1973, Frankreich (in Pif Gadget)                 |                                  |
| Die Äthiopier                     | Der Gnadenschuss                                 | Britisch-Somaliland                                                        | 1918                                                   | Juda O’Leary, Cush (Beni Amer)                                                                                         | DVD 5 | 1970–1973, Frankreich (in Pif Gadget)                 |                                  |
| Die Äthiopier                     | Wie Romeo und Julia                              | Eritrea/Abessinien                                                         | 1918                                                   | Cush, Rhomh und Fala Mariam                                                                                            | DVD 5 | 1970–1973, Frankreich (in Pif Gadget)                 |                                  |
| Die Äthiopier                     | Die Leopardenmenschen vom Rufidschi              | Deutsch-Ostafrika (Rufidschi-Mündung, Mikindani)                           | 1918                                                   | Dave Brukoi, Lothar Slütter                                                                                            | DVD 5 | 1970–1973, Frankreich (in Pif Gadget)                 |                                  |
| Corto Maltese in Sibirien         | Corto Maltese in Sibirien                        | Corto Maltese in Sibirien                                                  | 1918–1920                                              | Hong Kong, Schanghai, Mandschurei (Mandschuli), Sibirien (Karymskoje), Mongolei (Bolkan)                               | Schanghai-Li, Jack Tippit, Marina Seminova, Serje Semenov, Ungern-Sternberg, Sukhe Bator, Tschang Tso-Lin | 1974–1977, Italien (in Linus)                         | Locarno Festival 2002            |
| Venezianische Legende             | Venezianische Legende                            | Venezianische Legende                                                      | 1921                                                   | Venedig | Gabriele D’Annunzio, Louise Brookszowyc; indirekt: Baron Corvo | 1977, Italien (in L’Europeo)                          |                                  |
| Das Goldene Haus von Samarkand    | Das Goldene Haus von Samarkand                   | Das Goldene Haus von Samarkand                                             | 1921–1922                                              | Rhodos, Türkei (Adana, Van), Iran (neues Alamut), Buchara, Afghanistan (Kafiristan)                                    | Bahia, Timur Chevket, Schauspielerin Marianne, Venexiana Stevenson, Enver Pascha; indirekt: Edward John Trelawny, Josef Stalin (Telefonat), Frunse | 1980–1985, Frankreich (in À suivre)                   | DVD 6                            |
| Argentinischer Tango              | Argentinischer Tango                             | Argentinischer Tango                                                       | 1923                                                   | Buenos Aires | Butch Cassidy | 1985–1986, Italien (in der Zeitschrift Corto Maltese) |                                  |
| Die Schweizer                     | Die Schweizer                                    | Die Schweizer                                                              | 1924                                                   | Montagnola | das Mädchen Erika, Hermann Hesse, Tamara de Lempicka; im Traum: Klingsor, Ulrich von Zatzikoven, der Tod, Kundry, der künftige King Kong, der Gralskelch, die alchemistische Rose, der Teufel und als Mitglieder des Höllengerichts Kain, Judas Iskariot, Balal en Shinar, Merlin, Eva, Jungfrau von Orléans, Bertrand de Got, Gilles de Rais, Dick Turpin | 1987, Italien (in der Zeitschrift Corto Maltese)      |                                  |
| Nacht in Berlin                   | Nacht in Berlin                                  | Nacht in Berlin                                                            | 1924                                                   | Berlin, Prag | Joseph Roth, Marlene Dietrich, Max Schmeling, Organisation Consul | 2022, Frankreich (Übersetzung)                        |                                  |
| Das Reich Mu                      | Das Reich Mu                                     | Das Reich Mu                                                               | 1925                                                   | Mesoamerika (südliches Maya-Gebiet)                                                                                    | Levi Colombia, Soledad Lokäarth, Dandy Roll; im Traum: Tracy Eberhard | 1988–1991, Italien (in der Zeitschrift Corto Maltese) |                                  |
| Die Lebenslinie                   | Die Lebenslinie                                  | Die Lebenslinie                                                            | 1929                                                   | Mexiko (Guerra Cristera)                                                                                               | Charles Lindbergh, Anne Morrow Lindbergh, Dwight Morrow, Edward Herbert Thompson, Rasputin, Moira Banshee O'Danann | 2024, Frankreich (Übersetzung)                        |                                  |

## Sonstiges
- „Corto Maltese“ ist in Frank Millers Batman-Comic The Dark Knight Returns der Name einer Insel. Miller ist ein Bewunderer von Pratts Werk und hat ihn unter anderem auch in den End Credits seines Kinofilms Sin City unter „Special Thanks“ aufgeführt. Seither wurde die Insel in verschiedenen DC-Produktionen verwendet. Im Batman-Film von 1989, in den Fernsehserien Arrow und Smallville wird die Insel erwähnt und auch als Handlungsort genutzt. The Suicide Squad (2021) spielt zum größten Teil auf der fiktiven Karibikinsel.
- In den Bänden 19–21 der Comic-Serie Valerian und Veronique  (Am Rande des großen Nichts, Das Gesetz der Steine und Der Zeitöffner, 2005, 2007 und 2010) spielt ein Leutnant Molto Cortese eine Nebenrolle, stilecht mit Kapitänsmütze, Ohrring und Koteletten.
- Der Band Das Goldene Haus von Samarkand, der eine Reise Corto Malteses von Rhodos bis nach Britisch-Indien beschreibt, war 2002 Thema einer Folge der Reihe Mit offenen Karten des Senders arte.[17]
- In seinem 2012 erschienenen Roman Imperium besetzt Christian Kracht eine Episode mit Figuren aus Pratts Südseeballade.
- Statuen von Corto Maltese, geschaffen von Livio und Luc Benedetti, befinden sich beim Comic-Museum von Angoulême, Frankreich ⊙ (errichtet 2003)[18] und in Pratts Wohn- und Begräbnisort Grandvaux, Schweiz ⊙ (2007).[19]
- „Micky Maltese – Eine Mäuseballade“ ist eine 2017 in Italien erschienene Hommage an „Die Südseeballade“, 2019 und 2021 auf Deutsch bei Egmont.[20]
- Die griechische Hip-Hop-Formation Social Waste, nahm zu Ehren Cortos 2020 den Track „Corto“ in ihr Album „Σύνορα“ (dt. Grenzen) auf.